# 高倉稜
高倉 稜（たかくら りょう、1991年9月4日 - ）は、日本中央競馬会 (JRA) の騎手。

## 経歴
地元である熊本市での馬を用いた祭事に多く触れたことから馬に興味を持ち小学4年のときから乗馬クラブへ通い始め、中学時には両親に頼み荒尾競馬場に幾度か連れて行ってもらうようになっていたという。
中学校卒業後の2007年に競馬学校へ第26期生として入学。2010年卒業（アイルランド大使特別賞を受賞）。菅原隆一、平野優、川須栄彦らとは同期に当たる。
卒業後栗東トレーニングセンターの崎山博樹厩舎へと所属。2010年3月6日の第1回阪神競馬3日目第5レースで騎手デビュー。初騎乗馬はプリサイストップで、16頭立ての2着に入線した。翌週3月14日の第2回中京競馬4日目第6レースのパープルスターで初勝利を挙げた。2010年は37勝を挙げ、JRA賞最多勝利新人騎手の受賞基準である31勝のボーダーラインをクリア。JRA賞最多勝利新人騎手と中央競馬関西放送記者クラブ賞を受賞した。
2011年8月6日、オーストラリアのフレミントン競馬場で行われたアジアヤングガンズチャレンジに出場（3位）。2011年は、2010年を上回る40勝を挙げた。
2012年7月22日、中京記念をフラガラッハで勝利し、重賞初勝利を挙げた。

2017年5月28日、同年のシンザン記念を勝利したキョウヘイと共に日本ダービー初騎乗。また同年12月には通算200勝を達成した。

## エピソード
趣味はカラオケ。目標とする騎手は岩田康誠。自身の目標は「追える騎手になりたい」。騎乗してみたい競走馬としてサイレンススズカを挙げている。

## 騎乗成績
|            | 日付           | 競馬場・開催  | 競走名                   | 馬名               | 頭数 | 人気 | 着順 |
| ---------- | -------------- | ------------- | ------------------------ | ------------------ | ---- | ---- | ---- |
| 初騎乗     | 2010年3月6日   | 1回阪神3日5R  | 3歳新馬                  | プリサイストップ   | 16頭 | 2    | 2着  |
| 初勝利     | 2010年3月14日  | 2回中京4日6R  | 4歳上500万下             | パープルスター     | 16頭 | 6    | 1着  |
| 重賞初騎乗 | 2010年6月13日  | 4回京都8日10R | CBC賞                    | ウエスタンダンサー | 18頭 | 17   | 15着 |
| 重賞初勝利 | 2012年7月22日  | 2回中京8日11R | 中京記念                 | フラガラッハ       | 16頭 | 5    | 1着  |
| GI初騎乗   | 2012年11月18日 | 5回京都6日11R | マイルチャンピオンシップ | フラガラッハ       | 18頭 | 14   | 17着 |

| 年度   | 1着 | 2着 | 3着 | 騎乗数 | 勝率 | 連対率 | 複勝率 | 表彰                                                                |
| ------ | --- | --- | --- | ------ | ---- | ------ | ------ | ------------------------------------------------------------------- |
| 2010年 | 37  | 30  | 32  | 638    | .058 | .105   | .155   | JRA賞最多勝利新人騎手・中央競馬関西放送記者クラブ賞・フェアプレー賞 |
| 2011年 | 40  | 39  | 36  | 718    | .056 | .110   | .160   |                                                                     |
| 2012年 | 29  | 33  | 36  | 692    | .042 | .090   | .142   | フェアプレー賞                                                      |
| 2013年 | 32  | 34  | 27  | 726    | .044 | .091   | .128   | フェアプレー賞                                                      |
| 中央   | 138 | 136 | 131 | 2774   | .050 | .099   | .146   |                                                                     |
| 地方   | 1   | 2   | 1   | 12     | .083 | .250   | .333   |                                                                     |

### 主な騎乗馬
- フラガラッハ（2012年・2013年中京記念）
- カポーティスター（2013年日経新春杯）
- キョウヘイ（2017年シンザン記念）[6]
- ノーブルマーズ(2018年宝塚記念3着。2019年のアルゼンチン共和国杯まで、全てのレースで高倉が騎乗していた)